# Жан Батіст Вакет де Грибоваль
Жан Батіст Вакет да Грибоваль (фр. Jean-Baptiste Vaquette de Gribeauval) (15 вересня 1715 — 9 травня 1789) — французький артилерійський офіцер, що розробив численні вдосконалення різних галузей артилерійської справи.
Народився в Ам'єні, у родині місцевих буржуа.
Під час навчання проявив великі здібності у природничих науках та математиці. У 1732 поступив на службу до французької королівської артилерії. Як представник Франції служив у прусському та австрійському війську. Грибоваль мав нагоду детально ознайомитися з організацією австрійської артилерії — найпередовішої у світі на той час. Там він і розробив основу нової артилерійської системи, яку потім з успіхом запровадив. У вересні та жовтні 1762 року, перебуваючи на австрійській службі, Грибоваль командував артилерією обложеної пруссаками фортеці Швайдніц у Сілезії. Під час оборони фортеці втрати прусського війська всемеро перевищили втрати австрійців, залога Швайдніцу капітулювала, тільки повністю вичерпавши запаси боєприпасів. Дії артилерії Швайдніца увійшли до тогочасних підручників артилерійської справи як зразок для артилерії обложеної фортеці. Після укладення миру Грибоваль повернувся до Австрії (де отримав від Марії Терезії чин фельдмаршала), а невдовзі потому — і до Франції, де скоро отримав посаду генерального інспектора артилерії королівства. Нещодавня поразка Франції у Семирічній війні засвідчила застарілість французької артилерії — на новій посаді де Грибоваль мав реформувати польову артилерію французької армії — це завдання він з успіхом і виконав. Система Грибоваля була на той час найефективнішою в Європі. Проіснувала вона, з деякими змінами, до 1830 року і мала неабиякий вплив на розвиток артилерії у багатьох країнах світу.